# Isotta Fraschini Tipo TM
Der Isotta Fraschini Tipo TM ist ein Pkw-Modell der italienischen Marke Isotta Fraschini. Eine andere Bezeichnung ist Isotta Fraschini 70/80 HP.

## Beschreibung
Der Tipo TM war eines von über 50 Modellen der Marke aus der Zeit vor dem Ersten Weltkrieg. Es wurde je nach Quelle ab 1912 oder von 1913 bis 1914 angeboten. Es ist ein Sportwagen. Einige Details ähneln dem Tipo KM, der einen größeren Motor hat.
Der Vierzylindermotor hat OHC-Ventilsteuerung und Wasserkühlung. 105 mm Bohrung und 180 mm Hub ergeben 6234 cm³ Hubraum. Der Motor leistet 80 oder 83 PS. Ungewöhnlich ist die Vierventiltechnik. Der vorn im Fahrgestell eingebaute Motor treibt wie für die damalige Zeit üblich die Hinterräder an. Der Wagen hat ein Vierganggetriebe und Kettenantrieb. Die Höchstgeschwindigkeit lag bei 110 km/h.
Das Fahrgestell besteht aus einem Leiterrahmen. Es hat 315 cm Radstand und 142 cm Spurweite.
Angeboten wurden offene Fahrzeuge. Der Phaeton hat zwei Sitze, der Tourenwagen vier.
Insgesamt entstanden 20 Fahrzeuge.